# Christoph von Klinski

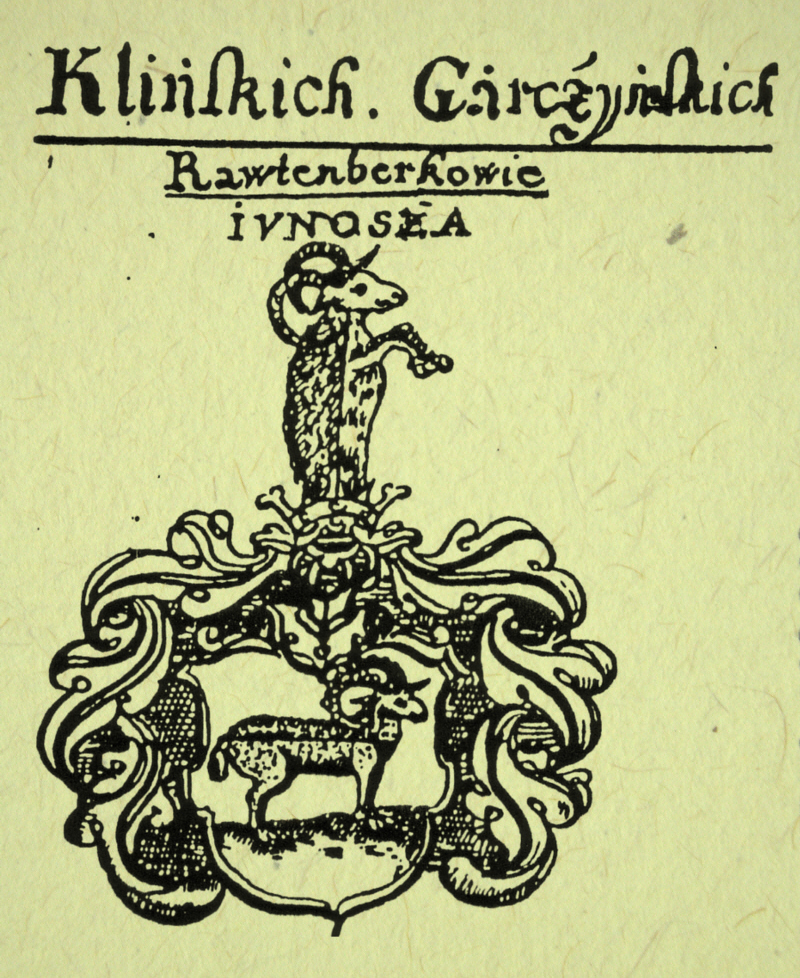
Wappen des Christoph von Klinski (Dachnowski, 1631)

Christoph von Klinski († nach 1618) war vom 29. November 1590 bis zum 1. September 1592 Abt des Klosters Pelplin. Er stammte aus der altpreußischen Familie von Rautenberg-Klinski. Seine Amtszeit war geprägt vom Kampf der Stände im Preußen Königlichen Anteils um den Erhalt ihres Rechts zur Besetzung der Ämter im Kloster Pelplin gegen die polnische Krone, an deren Ende die polnischen Kräfte die Oberhand gewannen.

## Wappen
Christoph von Klinski führte aufgrund gemachter Erfahrungen ein verändertes Wappen: Im Schild ein widergehender Schafbock, am Unterkörper und den Beinen geschoren, an den Seiten blutbefleckt. Als Helmzier führt er einen Schafstorso, im unteren Bereich geschoren. Er möchte hierdurch seine erlittenen Zurücksetzungen im Dienste der Kirche symbolisieren.

## Politischer Hintergrund – Erster und Zweiter Frieden von Thorn
Nach der verlorenen Schlacht bei Tannenberg am 15. Juli 1410 musste der Deutsche Orden in Preußen mit dem Ersten Frieden von Thorn im Jahr 1411 hohe Kontributionen an Polen leisten. Als der Orden die erforderlichen Mittel durch Besteuerung der Städte und des Landadels aufbringen wollte, setzten diese im Gegenzug über die seit 1422 veranstalteten Landtage mehr Mitspracherechte durch. Im Jahr 1440 schlossen sich Städte und Landadelige zum Preußischen Bund zusammen und unterstellen sich im Jahr 1453 König Kasimir IV. von Polen. Sie erhofften sich hierdurch Unterstützung gegen den Orden, was schließlich im Dreizehnjährigen Krieg mündete. Im Ergebnis verlor der Deutsche Orden mit dem Zweiten Frieden von Thorn unter anderem Pomerellen an die polnische Krone. Dieses Gebiet wurde danach als Preußen Königlich (polnischen) Anteils bezeichnet, das sich jedoch eine weitgehende Autonomie und besondere Rechte, wie das besondere Recht der Einheimischen (Ius indigenatus), vorbehalten hatte.

## Rechtlicher Hintergrund – Recht der Einheimischen
Sowohl im östlichen, als auch im westlichen (polnischen) Preußen galt ein einheitliches, in deutscher Sprache verfasstes Recht der Einheimischen (lat.: ius indigenatus). Es handelte sich um ein königliches Privileg, das jeder neue König anerkennen musste, bevor er von den preußischen Ständen im königlich polnischen Preußen als Landesherr anerkannt wurde. Dieses Recht der Einheimischen sollte die polnische Einmischung beschränken und die preußische Selbstverwaltung sicherstellen. So sollten Ämter und Landbesitz alteingesessenen Preußen vorbehalten sein.